# (11919) 1992 UD2
1992 يو دي 2 (ويعرف أيضًا باسم (11919) 1992 يو دي 2 وفق تسمية الكوكب الصغير) (بالإنجليزية: 1992 UD2)‏ هو كويكب ضمن حزام الكويكبات؛ وترتيبه 11919 من حيث الاكتشاف.
اكتُشف هذا الجُرم الفلكي بواسطة Akira Natori ‏ في 25 أكتوبر 1992.

## وصلات خارجية
- (11919) 1992 UD2 في قاعدة بيانات مختبر الدفع النفاث لأجرام النظام الشمسي الصغيرة

- الاكتشاف · مخطط المدار ·  العناصر المدارية · المعلمات المادية

- (11919) 1992 UD2 على موقع ويكي سكاي: DSS2, SDSS, GALEX, IRAS, Hydrogen α, X-Ray, Astrophoto, Sky Map, Articles and images